# Oliver Reed
(Robert) Oliver Reed (Wimbledon, London, 1938. február 13. – Valletta, Málta, 1999. május 2.) angol színész. A filmvilág egyik fenegyerekének számított: éveken át a botrányaitól volt hangos a bulvársajtó. Főleg mértéktelen alkoholizmusának köszönhetően eleinte felfelé ívelő pályafutása az 1980-as években megtört, és a színész kiszorult az élvonalból. Utolsó filmszerepe a Gladiátor (2000) című szuperprodukcióban a nagy visszatérés lehetőségét jelentette, ám Reed a forgatás közben elhunyt.

## Élete
Oliver Reed édesapja Peter Reed sportújságíró volt, édesanyja Marcia Andrews. Nagybátyja a jeles brit filmrendező, Carol Reed. Nagyapja Sir Herbert Beerbohm Tree színész és színházi rendező. Felmenői között van IV. Vilmos brit király és híres szeretője, Dorothy Jordan is.
Oliver már gyerekként is nehéz természetűnek bizonyult, állítólag több iskolából is kicsapták. (Mellesleg diszlexiás volt.) 17 évesen végleg abbahagyta a tanulást, és megszökött otthonról. Testi ereje miatt többek között kidobóemberként és bokszolóként dolgozott, de egy ideig taxisofőrként is ténykedett. A katonaságnál sem sikerült megzabolázni féktelen természetét. Leszerelése után úgy döntött, hogy megpróbálkozik a filmezéssel.

### A színészi pálya kezdete
Mindenfajta előképzettség és színészi gyakorlat nélkül kezdte a művészi pályát. Eleinte csak statisztaszerepeket játszott. A magyar közönség is láthatta legelső filmjét, Norman Wisdom Én és a tábornok (1958) című vígjátékát. Fokozatosan lépett előre a szakmai ranglétrán: a következő lépcsőfok a Hammer cég híres és olcsó horrorfilmjei voltak, melyek közül A farkasember átka (1961) volt a legjelentősebb, ebben már főszerepet játszott. Színészi eszköztára folyamatosan gazdagodott, noha eleinte viszonylag szűk skálán foglalkoztatták, és többnyire negatív, ellenszenves karakterek megformálását bízták rá. Képességei kibontakoztatásában három kiváló rendező játszott fontos szerepet.

### A kulcsfigurák

#### Michael Winner
A brit új hullám, a free cinema egyik figyelemre méltó alakjaként vált ismertté Michael Winner. Korai munkái pillanatképek a brit fiatalságról: A szisztéma (1964),  A mókás pasasok (1967), az I'll Never Forget What's'isname (1967) és a  Hannibal Brooks (1969) lehetőséget adtak arra, hogy Reed színészi tehetségének új oldaláról mutatkozhasson be. (Az I'll Never Forget What's'isname egy orális szexet imitáló képsor, valamint a „fuck” szó használata miatt vált hírhedtté.) Ekkor derült ki, hogy nem csupán fizikai adottságaival képes hatni a vásznon, hanem van érzéke a mélyebb jellemábrázoláshoz is. Ez a képessége már egy hozzá hasonlóan fenegyereknek számító művész, Ken Russell rendező munkáiban bontakozott ki igazán.

#### Ken Russell
Russell a The Debussy Film című tévéfilm után  Gerald Crich figuráját bízta rá a Szerelmes asszonyok (1969) című alkotásában, amely D. H. Lawrence egyik ismert regénye alapján készült. Crich az a típusú férfi, aki az életet – benne az emberi kapcsolatokat – örökös harcnak fogja fel, amelyben aztán fokozatosan vesztes pozícióba kerül. Tulajdonképpen ellentéte az Alan Bates megformálta Rupert, aki simulékonyabban viszonyul a világhoz. Kettőjük legendás meztelen birkózása egyike a filmtörténet leghíresebb jeleneteinek. Ez volt az első olyan, széles körű forgalmazásban bemutatott film, amely frontális férfi meztelenséget mutatott. A jelenet értékét mégsem ez a bulvárízű szenzáció jelenti: a két férfi játékos birkózásában lényegében kettőjük életfelfogása is egymásnak feszül. Meztelenségük mindehhez egyfajta időtlenséget sugall, az ókori görögök világát idézi. A játékos birkózás már-már ölelkezésbe fordul, hiszen a két férfi barátságát latens homoszexualitás színezi, ám Gerald ebben sem akarja kimutatni az érzelmeit. (Érdekesség, hogy Russell a cenzúra miatt eredetileg le se akarta forgatni ezt a jelenetet, de Reed végül meggyőzte őt.)

Urban Grandier szerepében az Ördögök című filmben (1971)

Urban Grandier atya, az Ördögök (1971) főszereplője felszentelt pap, mégis hirdeti, és főleg élvezi az élet örömeit, beleértve a testi gyönyöröket. Feljebbvalói számára mégsem ez a legnagyobb bűne, hanem az, hogy politizál. Szembeszáll a nagyhatalmú Richelieu bíborossal, aki Loudun város függetlenségére tör. Ken Russell drámájában egy korabeli koncepciós per bontakozik ki a néző szemei előtt: Grandier atyát perbe fogják, kegyetlenül megkínozzák, majd máglyára küldik. Egyszerre ijesztő és szánalmas, ahogy mindent és mindenkit felhasználnak a férfi ellen. Például előkelő szeretőjét akit elhagyott, valamint a zárda szexuálisan frusztrált, torz testű és beteg lelkű főnökasszonyának (Vanessa Redgrave zseniális alakítása) hamis vallomását, aki hiába vágyik Grandier szerelmére. Nem elhanyagolható az a kisebbrendűségi komplexus sem, ami Mignon atyában munkál feljebbvalója ellen, aki nemcsak hatalomban, de fizikai adottságokban is fölötte áll. Reed nagyszerűen alakítja a robusztus alkatú, hedonista Grandier atyát, aki elveiért vállalja a máglyahalált, és nem törik meg a kínzásoktól, noha természetes emberi reakcióként retteg tőlük.
1975-ben készült el a The Who együttes híres rockoperája, a Tommy filmváltozata, ugyancsak Russel rendezésében. A főszerepet az együttes énekese, Roger Daltrey alakította. Mostohaapját Reed formálja meg. A produkcióban a filmvilág és könnyűzene olyan nagyágyúi is felbukkannak, mint Ann-Margret, Jack Nicholson, Tina Turner, Eric Clapton, Pete Townshend és Elton John. A Mahlerben és a Lisztomániában Russell kisebb szerepeket bízott pártfogoltjára, majd munkakapcsolatuk megszakadt.

#### Richard Lester
Richard Lester egy újabb oldalát fedezte fel Reed tehetségének: rájött arra, hogy a színész kiváló fizikuma és átlagon felüli jellemábrázoló tehetsége révén a kosztümös filmek ideális hőse lehet. Elsőként Athos szerepét bízta rá A három testőr, avagy a királyné gyémántjai (1973) és A négy testőr, avagy a Milady bosszúja (1974) című filmjeiben. Reed alakítását szinte minden kritikus kiemelte a látványos, kétrészes film nagyszerű sztárparádéjából. Oliver alighanem könnyen beleélte magát a testőr szerepébe, hiszen Athos is éppoly szívesen emelgette a poharat, mint ő maga civilben. A Lester-filmek forgatásán Reed persze gondoskodott némi botrányról is, ám az okozott igazi ijedtséget, amikor a vízimalomnál játszódó vívójelenetben súlyos sérülést szenvedett, ami kis híján az életébe került. A forgatásról Lester csak a szépre emlékezett, ezért a Királyi játszma (1975) című – szintén ironikus – történelmi kalandfilmjében megint fontos szerepet bízott Oliverre: a vaskancellár, Otto von Bismarck megformálását. Lester után Richard Fleischer is kalandfilmbe szerződtette a színészt, méghozzá abba a Koldus és királyfiba (1977), melyet zömmel Magyarországon forgattak.
A Winner–Russell–Lester-trióval forgatott filmek között persze Reed másoknak is rendelkezésére állt. Játszott például nagybátyja, Carol Reed sikerfilmjében, az Oliver!-ben (1968), illetve egy olyan krimiben, melyet valaha Magyarországon is sikerrel vetítettek: A hölgy az autóban szemüveggel és puskával (1970).

### Eltékozolt évek
Noha az 1970-es évek első felében Reed kitűnő filmekben játszott, néhány fontos szerepet mégis visszautasított. 1969-ben például felmerült, hogy ő lépjen Sean Connery helyére James Bond szerepében. Színészi kvalitásai, kisugárzása alapján remek választásnak tűnt, ám botrányhős imázsa miatt a producerek végül nem őt választották. 1973-ban A nagy balhé, 1975-ben pedig A cápa számára felkínált szerepeit utasította vissza: mindkettőt Robert Shaw kapta meg. Reednek 1983-ban végül A nagy balhé harmatgyenge folytatásával kellett beérnie. Előtte még játszott egyik mentora, Michael Winner hollywoodi filmjében, ám A nagy álom (1978) csupán halovány utánzata Howard Hawks 1946-os klasszikusának. David Cronenberg Porontyok (1979) című filmjével Reed rövid időre visszatért a horror világába.
Botrányai és alkoholizmusa miatt Reed megbízhatatlanná vált, ráadásul romló fizikai állapota miatt beszűkültek szereplehetőségei is. A megélhetés kedvéért kénytelen volt olyan felkéréseket is elvállalni, amelyeket néhány évvel korábban fontolóra se vett volna. Mindezek ellenére az 1980-as években is készült néhány említésre méltó filmje. A veterán olasz rendező, Alberto Lattuada Kolumbusz Kristóf (1985) című tévésorozatában neves kollégák mellett játszott. Nicholas Roeg A kitaszított (1986) című filmjének főhőseként hirdetés útján keres maga mellé egy nőt, aki hajlandó vele egy lakatlan szigetre költözni. A civilizációtól távol a pár az emberi kapcsolatok szélsőségeit éli át. Reed megdöbbentő hatást kelt a koravén, csapzott, elhízott, önmagából fokozatosan – képletesen és szó szerint – kivetkőző férfi szerepében. Terry Gilliam nagy költségvetéssel készült, de óriási bukásnak bizonyult szuperprodukciójában, a Münchausen báró kalandjaiban (1988) Vulcanust játszotta. Richard Lesternek köszönhetően az öreg Athost is életre kelthette A testőrök visszatérnek (1989) című kalandfilmben.
Mintha megint szándékosan akarta volna provokálni a közönséget, amikor A bérgyilkos (1990) egyik jelenetében forró csókot ad a címszerepet játszó, Arnold Schwarzeneggerre emlékeztető Brian Thompsonnak, hogy meggyőződjön arról, vajon tényleg homoszexuális-e a magát taktikai okokból annak mondó főszereplő. 1995-ben még az is megtörtént Reeddel, hogy a Nevess, ha fáj című filmből számos jelenetét egyszerűen kivágták. Már-már úgy tűnt, végleg eltűnik a filmvilág süllyesztőjében, amikor Ridley Scott rábízta Proximo szerepét a Gladiátor (2000) című szuperprodukcióban, amely az ún. „szandálos filmek” divatját kísérelte meg feltámasztani. Reed érezte, hogy megkapta a sanszot a nagy visszatérésre, és óriási energiával vetette bele magát a szerepbe. Régi szenvedélyétől, az alkoholtól azonban már nem bírt szabadulni. Egy átmulatott éjszaka után szívrohamban hunyt el. A megdöbbenés elmúltával a stáb úgy döntött, hogy bár nem sikerült Reed valamennyi jelenetét felvenni, a szerepre mégsem szerződtetnek mást, hanem a hiányzó képsorokat a már kész anyag felhasználásával oldják meg. Ezzel is tiszteletüket kívánták kifejezni egy nagy formátumú, önpusztító színészegyéniség előtt.

## A botrányhős
Oliver hírhedt volt a mértéktelen alkoholfogyasztásáról. Ebben a szenvedélyben olyan illusztris pályatársaival osztozott, mint Richard Burton, Richard Harris és Peter O’Toole. Botrányai is zömmel az ivászat következményei voltak. 1963-ban például egy kocsmai verekedésbe keveredett, amelynek végén 36 öltéssel kellett összevarrni az arcát. 10 évvel később A három testőr, avagy a királyné gyémántjai forgatása idején provokált kocsmai verekedést, melynek eredményeként a spanyol rendőrség letartóztatta. Az 1980-as években egy vermonti kocsmát vert szét. Az 1990-es években egy kaszkadőr beperelte azzal a váddal, hogy egy verekedésben Reed eltörte a hátát.
A televízióban is kitett magáért. A Channel 4 tévécsatorna vitaműsorának felvételére részegen érkezett, majd mindenáron meg akarta csókolni a jelenlévő Kate Millett írónőt. A feminista szerzőnő viszonylag könnyen megúszta az incidenst. Járhatott volna úgy is, mint Susan George, akinek a kebleit Reed egy másik tévéműsorban kedélyesen megfogdosta a színésznő minden tiltakozása ellenére. Máskor a vele készült tévéinterjú közepén egyszerűen letolta a nadrágját. Ezek a botrányok a legkevésbé sem tettek jót a karrierjének, viszont hozzájárultak mítoszához, amely halála után támadt fel igazán.

## Magánélet
Reed 1959-ben nőül vette Kate Byrne-t. Egy évtizedig tartó házasságukból egy fiú született, Mark. A válás után Oliver évekig együtt élt Jackie Daryl táncosnővel, aki egy lánygyermekkel (Sarah) ajándékozta meg. 1985-ben házasságot kötött Josephine Burge-zsel, aki élete végéig társa maradt, de ő sem tudta megváltoztatni a férfit.
Oliver Reed 1979-ben önéletrajzi könyvet jelentetett meg Reed All About Me címmel.

## Filmjei
- 2000: Orpheus & Eurydice … narrátor
- 2000: Gladiátor (Gladiator) … Proximo
- 1999: Parting Shots
- 1998: Jeremiás (Jeremiah); tévéfilm … Safan tábornok
- 1998: Marco Polo hihetetlen kalandjai (The Incredible Adventures of Marco Polo) … Cornelius Donovan kapitány
- 1996: Die Tunnelgangster von Berlin; tévéfilm
- 1996: The Bruce
- 1995: Nevess, ha fáj (Funny Bones) … Dolly Hopkins
- 1995: Superbrain
- 1995: Russian Roulette – Moscow 95
- 1993: Texasi krónikák – A vad vidék (Return to Lonesome Dove); tévésorozat … Gregor Dunnigan
- 1992: Kezet nyújt a halál (Severed Ties) … Dr. Hans Vaughan
- 1991: Prisoner of Honor; tévéfilm … Boisdeffre tábornok
- 1990: A bérgyilkos (Hired to Kill) … Michael Bartos
- 1990: Titok Monte Carlóban (A Ghost in Monte Carlo); tévéfilm … Rádzsa
- 1990: Kincses sziget (Treasure Island); tévéfilm … Billy Bones kapitány
- 1990: A kút és az inga / A gödör és az inga (The Pit and the Pendulum) (videofilm)
- 1990: Panama zucchero
- 1989: Az Usher-ház bukása (The House of Usher) … Roderick Usher
- 1989: A testőrök visszatérnek (The Return of the Musketeers) … Athos
- 1989: Master of Dragonard Hill
- 1989: The Revenger
- 1988: Münchausen báró kalandjai (The Adventures of Baron Munchausen) … Vulcanus
- 1988: A lady és az útonálló (The Lady and the Highwayman); tévéfilm … Sir Phillip Gage
- 1988: Blind Justice
- 1988: Captive Rage
- 1987: Rage to Kill
- 1987: Skeleton Coast
- 1987: Gor
- 1987: Lánctalpak (The Misfit Brigade) … tábornok
- 1987: Dragonard
- 1986: Fogságban (Captive) … Gregory Le Vay
- 1986: A kitaszított (Castaway) … Gerald Kingsland
- 1985: Kolumbusz Kristóf (Christopher Columbus); tévésorozat … Martin Pinzón
- 1985: Fekete nyíl (Black Arrow); tévéfilm … Sir Daniel
- 1983: Két fél egy egész (Two of a Kind) … Mr.Beazley
- 1983: Masquerade; tévéfilm
- 1983: Spasms
- 1983: al-Mas’ Ala Al-Kubra
- 1983: Fanny Hill
- 1983: The Sting II
- 1981: Venom
- 1981: Condorman
- 1981: A sivatag oroszlánja (Lion of the Desert) … Rodolfo Graziani tábornok
- 1980: Ronda vagyok, de hódítani akarok (Dr. Heckyl and Mr. Hype) … Dr. Henry Heckyl
- 1979: Porontyok (The Brood) … Dr. Hal Raglan
- 1979: A Touch of the Sun
- 1978: A nagy álom (The Big Sleep) … Eddie Mars
- 1978: Tomorrow Never Comes
- 1978: Miss MacMichael osztálya (The Class of Miss MacMichael) … Terence Sutton
- 1977: A nyílvesszős gyilkos (The Ransom) … Nick McCormick
- 1977: Koldus és királyfi (Crossed Swords) … Miles Hendon
- 1976: Burnt Offerings
- 1976: The Great Scout & Cathouse Thursday
- 1976: Kémek csatája (The Sell-Out) … Gabriel Lee
- 1975: Lisztomania (nem szerepel a stáblistán)
- 1975: Királyi játszma (Royal Flash) … Otto von Bismarck
- 1975: Tommy … Frank
- 1974: A négy testőr, avagy a Milady bosszúja (The Four Musketeers) … Athos
- 1974: Gustav Mahler utolsó napjai (Mahler) … vasutas (nem szerepel a stáblistán)
- 1974: Tíz kicsi néger/Tíz kicsi indián (Ein Unbekannter rechnet ab/And Then There Were None) … Hugh Lombard
- 1973: A három testőr, avagy a királyné gyémántjai (The Three Musketeers) … Athos
- 1973: Revolver
- 1973: Days of Fury
- 1973: Kék vér (Blue Blood)
- 1973: Mordi e fuggi
- 1972: Kiszolgáltatott célpont (Sitting Target)
- 1972: Z.P.G.
- 1972: The Triple Echo
- 1971: Ördögök (The Devils) … Urbain Grandier
- 1971: Vadászat (The Hunting Party)
- 1970: Take a Girl Like You
- 1970: A hölgy az autóban szemüveggel és puskával (The Lady in the Car with Glasses and a Gun)
- 1969: Szerelmes asszonyok (Women in Love) … Gerald Crich
- 1969: Hannibal Brooks
- 1969: Bérgyilkossági hivatal (The Assassination Bureau)
- 1968: Oliver!
- 1967: I’ll Never Forget What’s’isname
- 1967: A bezárt szoba (The Shuttered Room)
- 1967: A mókás pasasok (The Jokers)
- 1966: A csapda (The Trap)
- 1965: It’s Dark Outside; tévésorozat
- 1965: The Brigand of Kandahar
- 1965: Monitor Special; tévésorozat; „The Debussy Film” c. epizódban  … Claude Debussy
- 1965: The Party’s Over
- 1964: R3; tévésorozat
- 1964: A szisztéma (The System) … Tinker
- 1963–1964: Az Angyal (The Saint); tévésorozat; a „Sophia” és a „The King of the Beggars” című epizódokban
- 1963: A kárhozottak[forrás?] (The Damned)
- 1963: Paranoiás[forrás?] (Paranoiac)
- 1963: The Scarlet Blade
- 1962: Captain Clegg
- 1962: Pirates of Blood River
- 1961: The Rebel
- 1961: No Love for Johnnie
- 1961: A farkasember átka (The Curse of the Werewolf) … Leon
- 1961: His and Hers
- 1960: Robin Hood kardja (Sword of Sherwood Forest)
- 1960: Dr. Jekyll két arca (The Two Faces of Dr. Jekyll)
- 1960: Beat Girl
- 1960: A dühös csend (The Angry Silence)
- 1960: Matróz a rakétában (The Bulldog Breed) (bőrdzsekis lökdösődő huligán a moziban, nem szerepel a stáblistán)
- 1959: Házvezetőnő kerestetik (Upstairs and Downstairs) (nem szerepel a stáblistán)
- 1959: The Captain’s Table (nem szerepel a stáblistán)
- 1959: The League of Gentlemen (nem szerepel a stáblistán)
- 1958: Hello London
- 1958: Life Is a Circus (nem szerepel a stáblistán)
- 1958: Én és a tábornok (The Square Peg) (nem szerepel a stáblistán)

## Fontosabb díjak és jelölések

### BAFTA-díj
- 2001 jelölés Gladiátor, legjobb férfi mellékszereplő

### Fantafestival
- 1983 díj Ronda vagyok, de hódítani akarok, legjobb színész